# Aditivna konstanta
Aditívna konstánta, konstánta integrácije ali integracíjska konstánta (običajna oznaka C, tudi c in v fiziki pri integraciji včasih tudi {\displaystyle \mathrm {konst.} }) je v infinitezimalnem računu in matematični analizi poljubno število, ki se pojavlja pri nedoločenem integralu dane (izvorne) funkcije (množici vseh primitivnih funkcij, oziroma prvotnih funkcij). Ta konstanta izraža nejasnost, ki je svojstvena konstrukciji primitivnih funkcij. Če je funkcija {\displaystyle f(x)} definirana na intervalu in je {\displaystyle F(x)} primitivna funkcija funkcije {\displaystyle f(x)}, je množica vseh primitivnih funkcij funkcije {\displaystyle f(x)} dana s funkcijami {\displaystyle F(x)+C}, kjer je C poljubna konstanta.

## Izvor konstante
Odvod poljubne konstantne funkcije je enak 0. Ko se najde primitivno funkcijo {\displaystyle F(x)}, prištevanje ali odštevanje konstante C da drugo primitivno funkcijo, ker je:
{\displaystyle (F(x)+C)'=F\,'(x)+C\,'=F\,'(x)\!\,.}
Konstanta je način izražave, da ima vsaka funkcija neskončno mnogo različnih primitivnih funkcij. Primitivna funkcija ali nedoločeni integral je tako množica vseh funkcij {\displaystyle F(x)}, katerih odvodi so enaki {\displaystyle f(x)}, oziroma:
{\displaystyle F'(x)=f(x)\!\,,}
ali tudi, katerih diferenciali so enaki:
{\displaystyle \mathrm {d} F(x)=f(x)\mathrm {d} x\!\,.}
Razlika dveh primitivnih funkcij {\displaystyle F_{1}} in {\displaystyle F_{2}} funkcije {\displaystyle f(x)} je konstanta;
{\displaystyle F_{1}-F_{2}=C\!\,}
in nedoločeni integral kot množico po navadi zapišemo kot:
{\displaystyle \int f(x)\mathrm {d} x=F(x)+C\!\,.}
Želi se na primer najti primitivne funkcije {\displaystyle \cos x}. Ena je {\displaystyle \sin x}. Druga je {\displaystyle \sin x+1}. Tretja je {\displaystyle \sin x-\pi }. Odvod vsake od teh je enak {\displaystyle \cos x}, in so tako vse primitivne funkcije {\displaystyle \cos x}. 
Izkaže se, da je prištevanje ali odštevanje konstant edina možnost, ki je na razpolago pri iskanju različnih primitivnih funkcij iste funkcije. Vse primitivne funkcije so enake do konstante. To dejstvo za {\displaystyle \cos x} se zapiše kot:
{\displaystyle \int \cos x\,\mathrm {d} x=\sin x+C\!\,.}
Če se zamenja C s številom, se dobi primitivno funkcijo. Če se zgoraj namesto števila zapiše C, se dobi v zgoščeni obliki vse možne primitivne funkcije {\displaystyle \cos x}. C je aditivna konstanta. Preprosto se lahko prepriča, da so vse te funkcije res primitivne funkcije {\displaystyle \cos x}:
{\displaystyle {\frac {\mathrm {d} }{\mathrm {d} x}}[\sin x+C]={\frac {\mathrm {d} }{\mathrm {d} x}}[\sin x]+{\frac {\mathrm {d} }{\mathrm {d} x}}[C]=\cos x+0=\cos x\!\,.}

## Nujnost konstante
Na prvi pogled se zdi, da konstanta ni potrebna, ker lahko zavzame tudi vrednost 0. Pri računanju določenega integrala se po osnovnem izreku matematične analize konstanta vedno izniči.
Vedno enačiti konstanto z 0 pa ni smiselno. Funkcijo {\displaystyle 2\sin x\cos x\!\,} se lahko integrira na dva načina:
{\displaystyle {\begin{aligned}\int 2\sin x\cos x\,\mathrm {d} x&=&\sin ^{2}x+C&=&-\cos ^{2}x+1+C\\\int 2\sin x\cos x\,\mathrm {d} x&=&-\cos ^{2}x+C&=&\sin ^{2}x-1+C\!\,.\end{aligned}}}
Če se enači C z 0, konstanta še vedno ostaja. To pomeni, da za dano funkcijo ne obstaja »najpreprostejša primitivna funkcija«. Če se aditivno konstanto zanemari, se lahko skonstruira napačni dokaz, da velja 1 = 0, kar mora biti očitno napačno.
Drug problem pri vrednosti C = 0 je, da se včasih želi poiskati primitivno funkcijo, ki ima dano vrednost v dani točki, kot na primer v problemu začetne vrednosti. Če se želi najti primitivno funkcijo za {\displaystyle \cos(x)}, ki ima vrednost 100 v točki x = π, je edina vrednost za C enaka C = 100.
To omejitev se lahko drugače izrazi z jezikom diferencialnih enačb. Iskanje nedoločenega integrala funkcije {\displaystyle f(x)} je isto kot reševanje diferencialne enačbe {\displaystyle {\frac {\mathrm {d} y}{\mathrm {d} x}}=f(x)}. Vsaka diferencialna enačba bo imela mnogo rešitev in vsaka konstanta predstavlja enolično rešitev dobro zastavljenega problema začetnih vrednosti. Če se za pogoj privzame, da zavzame obravnavana primitivna funkcija vrednost 100 v točki x = π, se dobi začetni pogoj. Vsak začetni pogoj odgovarja samo eni vrednosti C, tako da se brez konstante C ne bi dačo rešiti problema.
Iz abstraktne algebre prihaja še druga stvar. Prostor vseh (primernih) realnih funkcij na realnih številih je vektorski prostor in diferencialni operator {\displaystyle {\frac {\mathrm {d} }{\mathrm {d} x}}} je linearni operator. Operator {\displaystyle {\frac {\mathrm {d} }{\mathrm {d} x}}} preslika funkcijo v 0, samo če je ta funkcija konstanta. Zaradi tega je jedro {\displaystyle {\frac {\mathrm {d} }{\mathrm {d} x}}} prostor vseh konstantnih funkcij. Proces iskanja nedoločenega integrala je iskanje praslike dane funkcije. Ne obstaja kanonična praslika dane funkcije, množica vse takšnih praslik tvori somnožico. Izbira konstante je enaka izbiri elementa somnožice. V tem smislu je reševanje problema začetnih vrednosti predstavljeno kot lega v hiperravnini, ki je dana z začetnimi pogoji.

## Razlika primitivnih funkcij
Naj sta {\displaystyle F_{1}:\mathbb {R} \rightarrow \mathbb {R} } in {\displaystyle F_{2}:\mathbb {R} \rightarrow \mathbb {R} } dve povsod odvedljivi funkciji. Naj pri tem velja {\displaystyle F_{1}\,'(x)=F_{2}\,'(x)} za vsak realni x. Potem obstaja takšno realno število C, da bo razlika {\displaystyle F_{1}(x)-F_{2}(x)=C} za vsak realni x.
Opazi se, da velja {\displaystyle [F_{1}(x)-F_{2}(x)]'=0}. Tako lahko {\displaystyle F_{1}} zamenjamo z {\displaystyle F_{1}-F_{2}} in {\displaystyle F_{2}} s konstantno funkcijo 0, kar vodi do dokaza, da mora biti povsod odvedljiva funkcija, katere primitivna funkcija je vedno 0, konstanta:
Izbere se realno število a in naj velja {\displaystyle C=F(a)}. Za vsak x je po osnovnem izreku analize:
{\displaystyle \int _{a}^{x}0\,\mathrm {d} t=F(x)-F(a)=F(x)-C\!\,,}
kar pomeni, da je {\displaystyle F(x)=C}, in F je konstantna funkcija.
Dve dejstvi sta pomembni pri tem dokazu. Realna premica je povezana. Če ne bi bila, se ne bi dalo zmeraj integrirati v mejah od dane vrednosti a do poljubne vrednosti x. Če je treba na primer iskati funkciji, definirani na uniji intervalov [0,1] in [2,3], pri čemer je a enak 0, potem se ne bi dalo najti integrala v mejah od 0 do 3, saj funkcija med 1 in 2 ni definirana. Tako bi obstajali dve konstanti, vsaka za posamezno povezano komponento domene. V splošnem se lahko razširi ta izrek na nepovezane domene z zamenjavo konstant z lokalno konstantnimi funkcijami.
Predpostavilo se je, da sta {\displaystyle F_{1}} in {\displaystyle F_{2}} povsod odvedljivi. Če nista odvedljivi vsaj v eni točki, izrek ne velja. Naj je primitivna funkcija {\displaystyle F_{1}(x)} Heavisidova skočna funkcija, enaka 0 za negativne vrednosti x in 1 za nenegativna vrednosti x. Naj je še {\displaystyle F_{2}(x)=0}. Potem je odvod {\displaystyle F_{1}} enak 0, kjer je definirana, in odvod od {\displaystyle F_{2}} je vedno enak 0. Jasno je, da se {\displaystyle F_{1}} in {\displaystyle F_{2}} ne razlikujeta za konstanto.
Tudi, če se predpostavi, da sta {\displaystyle F_{1}} in {\displaystyle F_{2}} povsod zvezni in skoraj povsod odvedljivi, izrek še vedno ne velja. Naj je sedaj {\displaystyle F_{1}} Cantorjeva funkcija in naj je spet {\displaystyle F_{2}=0}.